# Martin Ridge (bergstopp i Antarktis, lat -84,42, long 165,50)
Martin Ridge är en bergstopp i Antarktis. Den ligger i Östantarktis. Nya Zeeland gör anspråk på området. Toppen på Martin Ridge är 2 836 meter över havet.
Terrängen runt Martin Ridge är kuperad söderut, men norrut är den bergig. Terrängen runt Martin Ridge sluttar söderut. Trakten är obefolkad. Det finns inga samhällen i närheten. 